# Més que ídols
Més que ídols (títol original en anglès: Hoosiers) és una pel·lícula estatunidenca dirigida per David Anspaugh, estrenada el 1986. Ha estat doblada al català.

## Argument
La pel·lícula està basada en un fet real succeït el 1954, quan l'Institut Milan, de la petita localitat del mateix nom, va guanyar el campionat estatal d'Indiana de bàsquet. Alguns elements de la pel·lícula estan molt propers al que va passar, com l'institut Hickory de la pel·lícula, un centre molt petit en una població rural de l'interior d'Indiana. Ambdues escoles tenien una plantilla de jugadors molt baixos. Tots dos van guanyar la final estatal per dos punts: Hickory va guanyar 42-40 mentre a la vida real Milan ho va fer per 32-30. La cistella decisiva està anotada pràcticament des del mateix punt en dues històries, la real i la fictícia, mentre que el pavelló en el qual es desenvolupen els esdeveniments és en ambdós casos el Hinkle d'Indianapolis.

## Repartiment
- Gene Hackman: Coach Norman Dale
- Barbara Hershey: Myra Fleener
- Dennis Hopper: Shooter
- Sheb Wooley: Cletus
- Fern Persons: Opal Fleener
- Chelcie Ross: George
- Robert Swan: Rollin